# Reconnaissance internationale des républiques populaires de Donetsk et de Lougansk

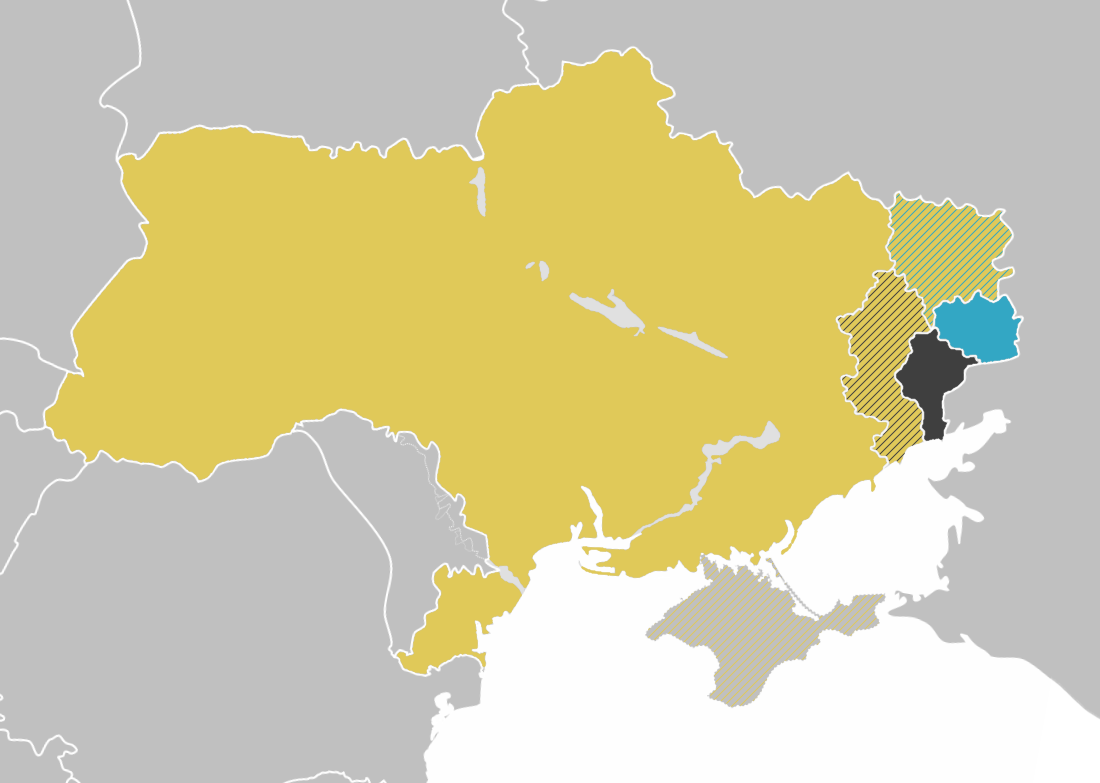
La zone détenue par la république populaire de Donetsk (en noir, la zone rayée étant le reste de l'oblast de Donetsk) et la république populaire de Lougansk (en bleu, la zone rayée étant le reste de l'oblast de Louhansk) avant l'invasion de l'Ukraine par la Russie. La Crimée, annexée par la Russie, est également représentée rayée.

La reconnaissance internationale des républiques populaires de Donetsk et de Lougansk est initiée par la fédération de Russie, qui les reconnaît comme indépendantes pour servir de prétexte à l'invasion de février 2022 lors de la guerre russo-ukrainienne, mais elles ne sont pas reconnues comme États indépendants par la quasi-totalité de la communauté internationale, et la Russie annexe unilatéralement les territoires occupés de l'Ukraine en septembre 2022.

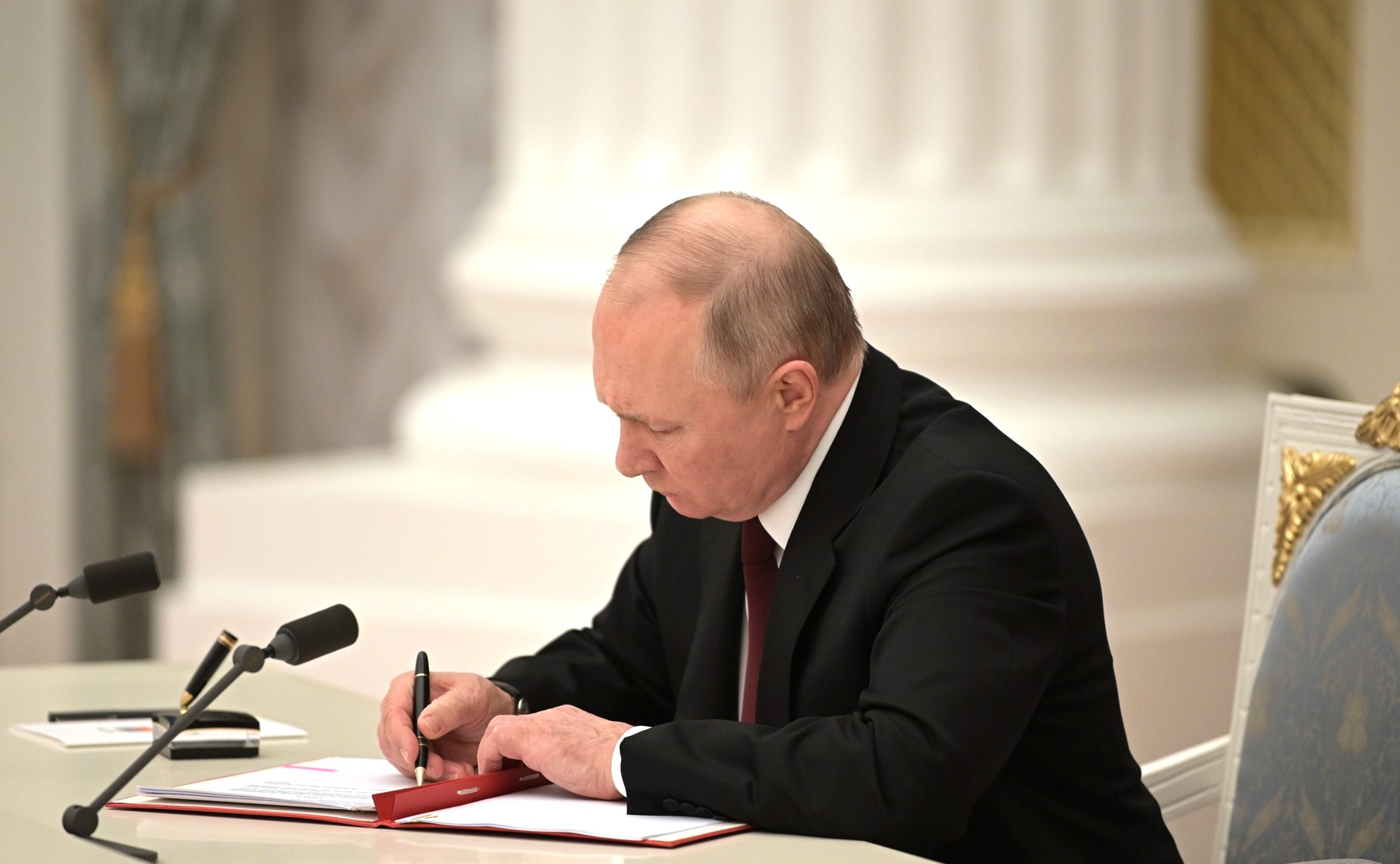
Vladimir Poutine signant des décrets reconnaissant la RPD et la RPL ainsi que des traités d'amitié, de coopération et d'entraide, le 21 février 2022.

Dans sa Résolution ES-11/1, la onzième session extraordinaire d'urgence de l'Assemblée générale des Nations unies « déplore » la reconnaissance par la Russie des deux zones « qui constitue une violation de l'intégrité territoriale et de la souveraineté de l'Ukraine et contrevient aux principes de la Charte » et « exige » que la Russie « revienne immédiatement et sans condition sur sa décision ». Parmi les États membres des Nations unies — à part la Russie elle-même — seules la Syrie (fin juin) et la Corée du Nord (mi-juillet) reconnaissent l'indépendance des républiques populaires pro-russes. Le gouvernement de l'Ukraine, pays dont ces deux entités ont fait sécession, qualifie pour sa part ces territoires « temporairement occupés ».
Ayant déclaré simultanément leur indépendance vis-à-vis de l'Ukraine au début de la guerre du Donbass en 2014, les deux « républiques populaires » pro-russes sont reconnues l'une par l'autre et par l'Ossétie du Sud, un État pro-russe non reconnu internationalement (en). Peu de temps après la reconnaissance par la Russie et le début de l'invasion de 2022, un autre État pro-russe non reconnu internationalement, l'Abkhazie, les a également reconnues.

## Histoire et actualité
En novembre 2014, des représentants de Novorossiya ont envoyé une demande de reconnaissance diplomatique à plusieurs États d'Amérique latine, dont Cuba, le Nicaragua et le Venezuela. Aucun n'a répondu à la demande. En mai 2015, la confédération de Novorossiya a été dissoute.[réf. nécessaire]

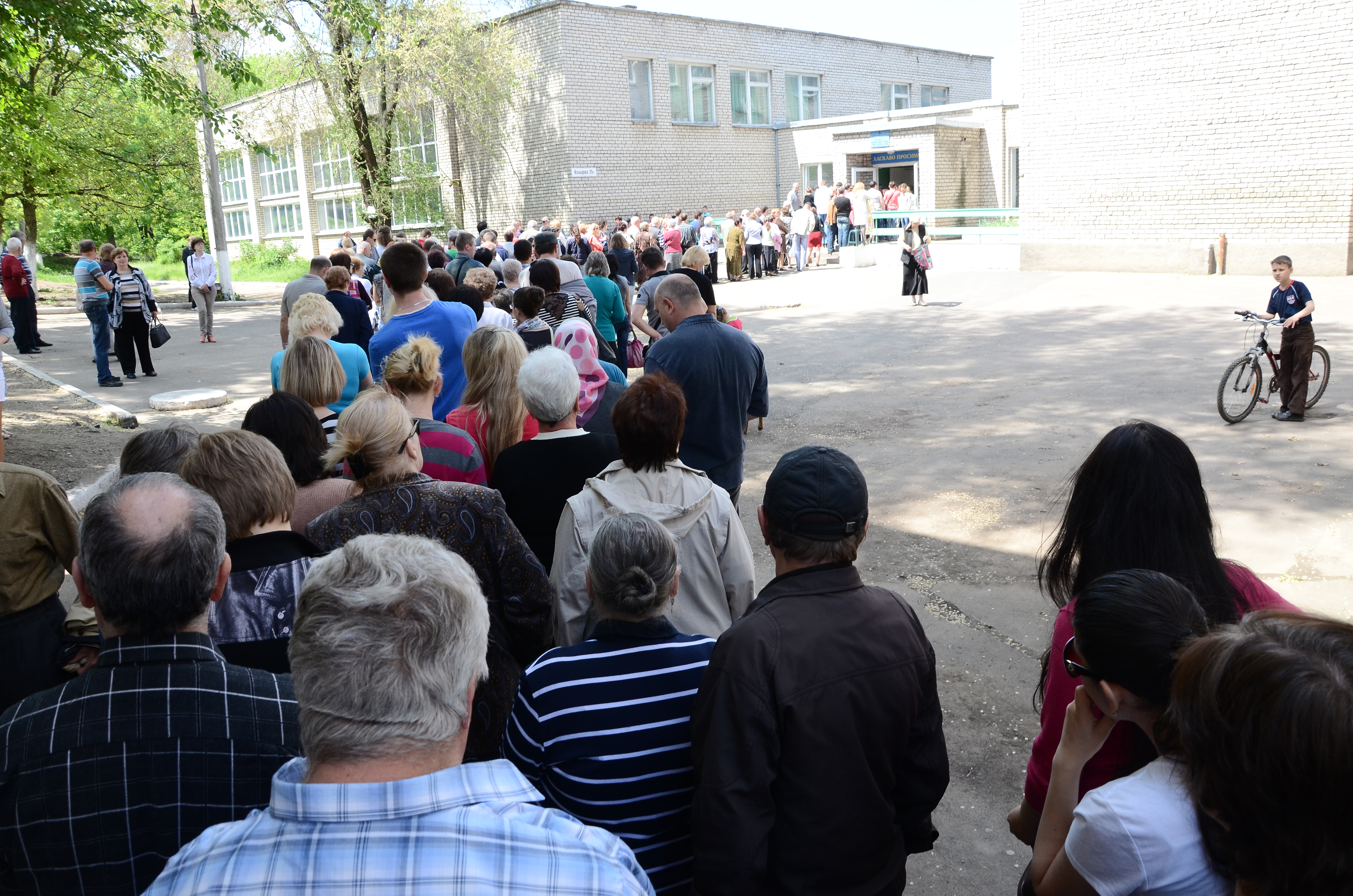
Les référendums sur le statut du Donbass en mai 2014 n'ont été officiellement reconnus ni par le gouvernement ukrainien ni par aucun État membre de l'ONU.

Le territoire contrôlé par les deux républiques est reconnu comme faisant partie de l'Ukraine par 191 des 193 États membres des Nations unies, la Russie et la Syrie étant les seules exceptions. Les républiques populaires de Donetsk et de Lougansk n'ont par ailleurs reçu de reconnaissance que l'une de l'autre et de l'Ossétie du Sud-Alanie (qui elle-même n'est reconnue que par 5 des 193 états membres de l'ONU).
Le 15 février 2022, la Douma d'État russe a voté pour demander au président Vladimir Poutine de reconnaître les républiques populaires autoproclamées de Donetsk (RPD) et de Lougansk (RPL), dans l'est de l'Ukraine, comme États indépendants. Le projet de loi a été proposé par le Parti communiste,,.
Le 21 février 2022, la Douma d'État a adopté un projet de loi reconnaissant officiellement la RPD et RPL comme États indépendants. Le projet de loi a été approuvé par le président Vladimir Poutine. Le même jour, le président russe Vladimir Poutine a signé des décrets reconnaissant la république populaire de Donetsk et la république populaire de Lougansk, et a également signé des accords d'amitié, de coopération et d'assistance avec les républiques.

## Positions prises par les États

### États reconnaissant officiellement les républiques populaires comme indépendantes

#### États membres de l'ONU
| État                 | Date de reconnaissance | Relations diplomatiques établies | Ambassade établie         | Remarques |
| -------------------- | ---------------------- | -------------------------------- | ------------------------- | --- |
| Fédération de Russie | 21 février 2022        | 22 février 2022                  | 12 juillet 2022 (Donetsk) | L'ambassade de la république populaire de Donetsk ouvre le 12 juillet 2022 à Moscou, près de la ceinture des Jardins. |
| Syrie                | 29 juin 2022           | ?                                |                           | Le ministre des Affaires étrangères syrien Fayçal al-Meqdad a déclaré[Quand ?] que « la Syrie soutient la décision du président Vladimir Poutine de reconnaître les républiques de Lougansk et de Donetsk » lors d'un événement à Moscou[évasif]. L'agence de presse d'État syrienne SANA a rapporté plus tard[Quand ?] que la Syrie était « prête à établir des relations avec les républiques de Lougansk et de Donetsk ». Le 29 juin 2022, la Syrie reconnaît l'indépendance des deux entités sécessionnistes et, en conséquence, l'Ukraine rompt ses relations diplomatiques avec la Syrie.                         |
| Corée du Nord        | 13 juillet 2022,       |                                  |                           | Natalia Nikonorova (en), ministre des Affaires étrangères de la RPD, a déclaré le 12 juillet 2022 que des négociations avec la Corée du Nord étaient en cours. Denis Pouchiline a annoncé le 13 juillet 2022 la reconnaissance de la RPD par la Corée du Nord. L'agence de presse nord-coréenne KCNA a annoncé le 14 juillet que Choe Son Hui (en), ministre nord-coréen des Affaires étrangères, avait envoyé des lettres à Donetsk et Lougansk, reconnaissant leur indépendance le 13 juillet 2022. À Moscou, l'ambassadeur nord-coréen en Russie a présenté un certificat de reconnaissance à l'ambassade de la RPD. |

#### Autres États
|   | État                                                             | Date de reconnaissance                         | Relations diplomatiques établies                 | Remarques |
| - | ---------------------------------------------------------------- | ---------------------------------------------- | ------------------------------------------------ | --- |
| 1 | République populaire de Donetsk République populaire de Lougansk | 11 mai 2014                                    | 11 mai 2014                                      | La république populaire de Donetsk et la république populaire de Louhansk ont simultanément déclaré leur indépendance et étaient auparavant unies sous la confédération Novorossiya de 2014 à 2015. |
| 2 | Ossétie du Sud-Alanie                                            | 18 juin 2014 (Lougansk) 27 juin 2014 (Donetsk) | 28 janvier 2015 (Lougansk) 12 mai 2015 (Donetsk) | Le 27 juin 2014, le Conseil de sécurité d'Ossétie du Sud a décidé de reconnaître la république populaire de Donetsk. Le président d'Ossétie du Sud a déclaré aux médias : « Je pense que la reconnaissance de la république de Donetsk est la bonne étape, le peuple d'Ossétie du Sud soutient et salue la décision de reconnaître Donetsk et Lougansk. »                            |
| 3 | Abkhazie                                                         | 25 février 2022                                |                                                  | Le 22 février 2022, le ministère des Affaires étrangères a publié une déclaration saluant la reconnaissance de l'indépendance des républiques populaires de Donetsk et Lougansk par le président russe Vladimir Poutine. Le 25 février 2022, le président Aslan Bzhania a annoncé la reconnaissance de la république populaire de Donetsk et de la république populaire de Louhansk. |

### États ou organisations soutenant la reconnaissance de l'indépendance des républiques populaires

#### États membres de l'ONU
- La traduction est incomplète. (Marqué depuis février 2022)

| État                      | Remarques |
| ------------------------- | --- |
| Biélorussie               | Malgré les appels à reconnaître les deux républiques populaires, le ministère biélorusse des Affaires étrangères a refusé de la faire, tout en apportant son soutien à la décision de la Russie. La déclaration se lit comme suit : « Dans une telle situation, nous comprenons et respectons la décision de la partie russe de reconnaître l'indépendance des républiques populaires de Donetsk et de Lougansk. La république du Bélarus a toujours prôné activement et constamment un règlement pacifique du conflit dans le sud-est de l'Ukraine. Nous considérons toujours les méthodes diplomatiques comme une priorité et sommes prêts à contribuer à ce processus de toutes les manières possibles. » |
| République centrafricaine | Le président centrafricain Faustin-Archange Touadéra a déclaré aux informations de RIA Novosti : « Je crois que cette décision sauvera sans aucun doute des vies et empêchera beaucoup de violences. Selon notre analyse, cette décision vise à sauver des vies. Cette décision est soutenue par beaucoup car elle vise à éviter la violence et la perte de vies humaines. » |
| Kirghizistan              | Le président kirghiz Sadyr Japarov a déclaré : « C’était peut-être une mesure nécessaire pour protéger la population civile des territoires du Donbass, où vivent un grand nombre de citoyens russes. Je voudrais noter que la reconnaissance d'un État ou d'un autre est le droit souverain de tout pays. » |
| Nicaragua                 | Le président nicaraguayen Daniel Ortega a déclaré : « Je suis sûr que si un référendum est organisé là-bas, comme cela a été fait en Crimée, les gens voteront pour que leurs régions soient incluses dans la Russie. C'est une population russe et elle n'est pas soumise aux diktats de l'OTAN, de l'UE et des États-Unis. » |
| Venezuela                 | Le président vénézuélien Nicolás Maduro a réaffirmé « tout son soutien » au président russe Poutine « dans la défense de la paix en Russie », déclarant que « le territoire de Lougansk et de Donetsk a assumé les fonctions de républiques populaires pour se défendre d'un massacre que les secteurs fascistes qui avaient pris le pouvoir en Ukraine a commencé à exécuter des chasseurs, des femmes à chasser, à agresser des familles, à bombarder, avec des armes lourdes et un conflit a commencé. » |

#### États à reconnaissance limitée
| État          | Remarques |
| ------------- | --- |
| Haut-Karabagh | Arayik Haroutiounian, président de la république autoproclamée d'Artsakh, a publié une déclaration saluant la décision de reconnaître l'indépendance des républiques populaires de Donetsk et Lougansk. Il a déclaré que « le droit des nations à l'autodétermination et à la construction de son propre État est inaliénable pour chaque peuple et est un principe fondamental du droit international. » |

#### Organes directeurs à reconnaissance limitée
| Conseil d'administration          | Remarques |
| --------------------------------- | --- |
| Yémen (Conseil politique suprême) | Mohammed Ali al-Houthi, membre du Conseil politique suprême du Yémen, a tweeté une déclaration soutenant la reconnaissance de Donetsk et Louhansk,. |

### États ou organisations opposés à la reconnaissance de l'indépendance des républiques populaires

#### États membres de l'ONU
| Etat               | Notes |
| ------------------ | --- |
| Allemagne          | Le chancelier allemand Olaf Scholz a condamné la reconnaissance des deux régions, qu'il s'agirait d'une « violation unilatérale » de l'accord de Minsk, qui a apprivoisé les hostilités dans la région du Donbass. |
| Belgique           | La ministre belge des Affaires étrangères Sophie Wilmès a tweeté : « La Belgique condamne la reconnaissance des territoires séparatistes en #Ukraine. C'est une violation du droit international, des accords de Minsk et de l'intégrité territoriale de l'Ukraine. Nous travaillerons en étroite collaboration avec l’UE et l'OTAN, partenaires pour une réaction forte et unie. » |
| Bosnie-Herzégovine | Le membre bosnien de la présidence, Šefik Džaferovic, a condamné les mesures prises par la Russie pour reconnaître les indépendances de Donetsk et de Lougansk. « La Bosnie-Herzégovine respecte et soutient l'intégrité territoriale et la souveraineté de l'Ukraine. Je condamne la décision de la fédération de Russie de reconnaître les deux régions ukrainiennes en tant qu'États, ce qui est une violation flagrante du droit international », a déclaré Džaferović. Milorad Dodik, membre serbe de la présidence, a déclaré qu'il s'agissait de son opinion personnelle. Il a déclaré que l'entité de la République serbe recherchera la neutralité au niveau national concernant la question de l'Ukraine, a rapporté Radio Free Europe. Le président de la présidence, Željko Komšić, a fermement condamné « l'attaque de la Russie contre le territoire de l'Ukraine. » |
| Bulgarie           | Le Premier ministre bulgare Kiril Petkov a condamné la reconnaissance par Poutine de Donetsk et Lougansk en tant qu'entités indépendantes. Il a déclaré : « Nous continuons à maintenir l'intégrité territoriale de l'Ukraine à l'intérieur de ses frontières internationalement reconnues. Le droit international doit être respecté. Nous, l'Union européenne, répondrons unis dans notre défense. » Dans cette même déclaration, le ministère bulgare des Affaires étrangères a publié la déclaration selon laquelle « la reconnaissance des républiques séparatistes de Lougansk et de Donetsk est une violation flagrante du droit international et porte atteinte à la sécurité européenne. » Une escalade nécessite une réponse unifiée et décisive. |
| Canada             | Le Premier ministre canadien Justin Trudeau a condamné les actions de Poutine en les qualifiant de « violation flagrante de la souveraineté de l'Ukraine ». Trudeau a poursuivi en suggérant que des sanctions économiques seraient appliquées. |
| Chypre             | « À la lumière des développements en Ukraine, le ministère des Affaires étrangères de la république de Chypre réitère son soutien à la souveraineté, l'indépendance et l'intégrité territoriale de l'Ukraine à l'intérieur de ses frontières internationalement reconnues. » |
| Corée du Sud       | Le président sud-coréen Moon Jae-in a exhorté la Russie à respecter l'intégrité territoriale de la souveraineté ukrainienne, s'engageant à travailler avec la communauté internationale pour désamorcer la situation dans la région. Moon a également demandé aux responsables de se préparer minutieusement pour protéger les ressortissants sud-coréens en Ukraine. |
| Costa Rica         | Le gouvernement du Costa Rica a déclaré qu'il soutenait la déclaration du Secrétaire général de l'ONU déclarant que la reconnaissance de la république populaire de Donetsk et de la république populaire de Lougansk violait l'intégrité territoriale ukrainienne. Le Costa Rica a également appelé à une désescalade de la situation en Europe de l'Est et la situation doit être résolue par le dialogue. |
| Croatie            | Le Premier ministre croate Andrej Plenković a tweeté : « Nous condamnons la reconnaissance par la Russie des régions autoproclamées de Donetsk et Lougansk, qui constitue une violation du droit international et de l'intégrité territoriale de l'#Ukraine. Avec nos partenaires (de l'Union européenne), nous exprimons notre solidarité avec Volodymyr Zelensky et le peuple ukrainien. » |
| Danemark           | La Première ministre danoise Mette Frederiksen déclare sur Twitter : « La décision de la Russie de reconnaître les régions ukrainiennes dites républiques populaires de Donetsk et Lougansk comme indépendantes est une violation flagrante de la souveraineté ukrainienne et du droit international. Le Danemark condamne la décision, qui ne restera pas sans réponse. Nous sommes aux côtés de l'Ukraine. » |
| Espagne            | Le ministre espagnol des Affaires étrangères, de l'Union européenne et de la Coopération, José Manuel Albares, a publié une déclaration sur Twitter : « La reconnaissance par la Russie des territoires séparatistes dans l'est de l'Ukraine est une violation flagrante de l'intégrité territoriale de l'Ukraine, des accords de Minsk et de la légalité internationale. Nous répondra en étroite coordination avec nos partenaires et alliés. » |
| Estonie            | La ministre estonienne des Affaires étrangères Eva-Maria Liimets : « Notre soutien à la souveraineté et à l'intégrité territoriale de l'Ukraine est inébranlable. » |
| États-Unis         | Le jour même de l'annonce de Poutine, le président des États-Unis Joe Biden a signé le décret 13660, imposant des sanctions qui ciblent deux républiques séparatistes soutenues par la Russie dans l'est de l'Ukraine dans une réponse rapide. L'ordonnance, issue d'une déclaration de la secrétaire de la Maison Blanche, Jen Psaki, interdit « les nouveaux investissements, échanges et financements par des personnes américaines vers, depuis ou dans » la soi-disant république populaire de Donetsk et la république populaire de Lougansk, situées dans la région orientale du Donbass en Ukraine, et donne le pouvoir d'imposer des sanctions à « toute personne déterminée à opérer dans ces régions de l'Ukraine ». |
| Finlande           | Le président finlandais Sauli Niinistö : « La Finlande condamne la décision unilatérale de la Russie violant la souveraineté et l'intégrité du territoire de l’Ukraine. La reconnaissance des séparatistes des régions de l'est de l’Ukraine ébrèche sérieusement les accords de Minsk. La Finlande répond aux actes de la Russie comme membre de l’Union européenne. » |
| France             | Quelques heures après la reconnaissance par Moscou, le président Emmanuel Macron, qui avait proposé un sommet avec Biden et Poutine, condamne la reconnaissance de la Russie et demande des sanctions,. |
| Géorgie            | La présidente géorgienne Salomé Zourabichvili a publié une déclaration sur Twitter : « La Géorgie condamne fermement la « reconnaissance » par la Russie des régions ukrainiennes de Donetsk et de Lougansk, répétant le scénario qui a conduit à l'occupation de 20 % de notre territoire. La Géorgie se tient aux côtés du Président Zelensky et soutient l'intégrité territoriale et la paix de l'Ukraine. » |
| Hongrie            | Le Premier ministre hongrois Viktor Orbán a assuré du soutien continu de la Hongrie à la souveraineté et à l'intégrité territoriale de l'Ukraine. Il a ajouté que la Hongrie soutiendrait les efforts conjoints de l'Union européenne pour régler le conflit. |
| Israël             | Le ministère israëlien des Affaires étrangères partage la préoccupation de la communauté internationale concernant les mesures prises dans l'est de l'Ukraine et la grave escalade de la situation. Israël espère une solution diplomatique qui conduira au calme et est prêt à aider si on le lui demande. Israël soutient l'intégrité territoriale et la souveraineté de l'Ukraine. |
| Italie             | Le ministre italien des Affaires étrangères, Luigi Di Maio, par l'intermédiaire du ministère des Affaires étrangères et de la Coopération internationale, a condamné la décision des autorités russes de reconnaître les soi-disant républiques séparatistes de Lougansk et de Donetsk comme une violation de l'accord de Minsk. |
| Japon              | Le Premier ministre japonais Fumio Kishida a condamné la reconnaissance par la Russie de l'indépendance de Donetsk et de Lougansk, la qualifiant de violation de la souveraineté ukrainienne. Le ministre des Affaires étrangères Yoshimasa Hayashi a déclaré que le Japon travaillerait avec la communauté internationale, y compris le G7, pour imposer des mesures sévères contre la Russie. |
| Kazakhstan         | En attendant une réunion du conseil de sécurité kazakh, le ministre des Affaires étrangères a déclaré : « Je dois vous assurer : il n'est pas question de la reconnaissance par le Kazakhstan des républiques populaires de Donetsk et de Lougansk. Nous partons des fondements du droit international et des principes fondamentaux de la Charte des Nations unies. », |
| Lettonie           | Le gouvernement letton a condamné cette reconnaissance dans la déclaration suivante : « Tout en condamnant sans réserve les actions de la Russie, la Lettonie exhorte la communauté internationale à prendre les mesures les plus énergiques possibles pour arrêter l'agression de la Russie et offrir une assistance à l'Ukraine. […] Nous, Président, Président de la Saeima, Premier ministre et le ministre des Affaires étrangères de Lettonie, au nom du peuple letton, sont solidaires du peuple ukrainien et offrent notre soutien indéfectible à la liberté, à la souveraineté et à l'intégrité territoriale de l'Ukraine. » |
| Lituanie           | Le ministère lituanien des Affaires étrangères (en) condamne fermement la décision de la Russie de reconnaître comme indépendantes deux zones des régions ukrainiennes de Lougansk et de Donetsk, qui sont détenues par des séparatistes soutenus par la Russie. « Cette décision constitue une violation flagrante des principes consacrés par la Charte des Nations unies et le droit international, l’acte final d’Helsinki et la Charte de Paris. » |
| Luxembourg         | Le Premier ministre luxembourgeois Xavier Bettel a publié une déclaration sur Twitter : « Je condamne la récente violation des accords de Minsk par la Russie. Nous travaillerons en étroite collaboration avec nos partenaires de l'UE pour une réponse unie. » |
| Pologne            | Le ministère polonais des Affaires étrangères condamne fermement la déclaration russe de deux républiques autoproclamées situées sur le territoire de l'Ukraine - la soi-disant « république populaire de Donetsk » et « république populaire de Lougansk » et a déclaré que la Russie avait violé l'Accord de Minsk. Le gouvernement polonais a exprimé sa solidarité avec l'Ukraine et exhorté la Russie à cesser ses actions illégales qui enfreignent les lois internationales. |
| Roumanie           | Le président roumain Klaus Iohannis, le Premier ministre roumain Nicolae Ciucă et d'autres personnalités politiques roumaines importantes telles que Ludovic Orban et Hunor Kelemen ont condamné la décision de la Russie de reconnaître les deux républiques séparatistes de Donetsk et Lougansk. En outre, Iohannis a décrit l'événement comme une grave violation du droit international. |
| Royaume-Uni        | La ministre britannique des Affaires étrangères, Liz Truss, a condamné la décision russe peu après la déclaration de reconnaissance de Donetsk et Lougansk et a exhorté la Russie à mettre fin à son comportement déstabilisateur contre l'Ukraine. Truss a également déclaré que le gouvernement britannique annoncera prochainement de nouvelles sanctions contre la Russie pour ses activités déstabilisatrices dans la région. Le Premier ministre Boris Johnson a qualifié la décision de Poutine de « mauvais présage » et de « violation flagrante de la souveraineté », Johnson a ensuite convoqué la réunion du COBRA pour discuter de la situation en Ukraine, |
| Singapour          | Le porte-parole du ministère singapourien des Affaires étrangères (en) a déclaré : « Singapour est gravement préoccupé par l'escalade des tensions à la frontière entre l'Ukraine et la Russie et par la décision russe de reconnaître deux régions ukrainiennes séparatistes. La souveraineté, l'indépendance et l'intégrité territoriale de l'Ukraine doivent être respectées. Toutes les parties concernées doivent poursuivre le dialogue, y compris par des moyens diplomatiques, en vue d'un règlement pacifique du différend, conformément au droit international, et éviter toute action susceptible d'aggraver davantage les tensions dans la région. » |
| Slovaquie          | Le ministère slovaque des Affaires étrangères (en) ne reconnaît pas fermement l'indépendance autoproclamée des entités séparatistes. La politique étrangère de principe de la Slovaquie soutient la souveraineté politique, l'indépendance et l'intégrité territoriale de l'Ukraine ainsi que la validité et le respect universels des principes du droit international. |
| Slovénie           | Le Ministre slovène des Affaires étrangères déclare que son pays condamne fermement la reconnaissance par le Président Vladimir Poutine des oblats de Donetsk et de Lougansk comme étant des États indépendants. Il ajoute que « ces mesures hostiles constituent une violation flagrante du droit international et des engagements des accords de Minsk, qui ne resteront pas sans conséquences. ». |
| Suède              | La ministre suédoise des Affaires étrangères, Ann Linde, a publié une déclaration sur Twitter : «»Condamnons fermement la reconnaissance par la Russie des zones non contrôlées par le gouvernement des oblasts de Donetsk et Lougansk en Ukraine en tant qu'entités indépendantes. Une violation flagrante du droit international et des accords de Minsk. » |
| Suisse             | Le département fédéral des affaires étrangères a tweeté: « La reconnaissance par la Russie de certaines zones des régions ukrainiennes de Lougantsk et de Donetsk en tant qu'états indépendants est une violation flagrante du droit international, de l'intégrité territoriale et de la souveraineté de l'Ukraine et des accords de Minsk. La Suisse appelle la Russie à respecter ses obligations internationales et de réserver son action. » |
| Tchéquie           | De nombreux responsables tchèques ont dénoncé la décision du président Poutine de reconnaître l'indépendance des républiques ukrainiennes séparatistes de Donetsk et de Lougansk comme une « violation des accords de Minsk et du droit international ». Le ministère tchèque des Affaires étrangères a déclaré que cette mesure constituait une violation flagrante de la souveraineté et de l'intégrité de l'Ukraine. Le Premier ministre tchèque Petr Fiala a déclaré que la République tchèque soutient fermement une Ukraine libre et indépendante et sait, de par sa propre expérience historique, que de telles mesures ne conduisent jamais à la paix. |
| Turquie            | Le ministère turc des Affaires étrangères a qualifié la reconnaissance russe de Donetsk et de Lougansk d'inacceptable et l'a déclarée comme une violation claire non seulement de l'accord de Minsk mais aussi de l'unité politique ukrainienne. La Turquie a déclaré qu'elle travaillerait avec l'Ukraine pour préserver son unité politique et son intégrité territoriale. |
| Ukraine            | Le ministère ukrainien des Affaires étrangères condamne la décision de la fédération de Russie de reconnaître « l'indépendance » des quasi-entités qu'elle avait créées dans les territoires temporairement occupés de l'Ukraine, la soi-disant « république populaire de Lougansk » et « république populaire de Donetsk ». |

#### États à reconnaissance limitée
| État                         | Remarques |
| ---------------------------- | --- |
| République de Chine (Taiwan) | Le ministère des Affaires étrangères de la république de Chine a exprimé « de profonds regrets et sa condamnation » envers la Russie après avoir ordonné l'envoi de troupes dans deux régions séparatistes pro-Moscou dans l'est de l'Ukraine. La porte-parole présidentielle de la république de Chine, Kolas Yotaka, a déclaré qu'il était « encourageant » que les ambassadeurs de l'ONU rejettent les revendications de la Russie sur le territoire ukrainien, affirmant qu'elle attendait avec impatience le jour "le monde rejettera également" les revendications de la RPC sur Taiwan. |
| Kosovo                       | Le ministère kosovar des Affaires étrangères (en) a exprimé sa solidarité avec l'Ukraine contre l'agression russe, affirmant que Poutine avait mené une guerre contre la démocratie. Le Kosovo a également exhorté le monde libre à répondre avec détermination à Poutine et à ses mandataires. |

#### Organisations internationales ou régionales
| Organisation        | Remarques |
| ------------------- | --- |
| Conseil de l'Europe | La secrétaire générale du Conseil de l'Europe, Marija Pejčinović Burić a condamné la reconnaissance par la Russie des deux républiques autoproclamées. Elle a déclaré que la reconnaissance « est contraire au droit international et constitue une violation unilatérale des accords de Minsk » et que « Le Conseil de l'Europe affirme son soutien indéfectible à la souveraineté et à l'intégrité territoriale de l'Ukraine à l'intérieur de ses frontières internationalement reconnues »,. Le président de l'Assemblée parlementaire du Conseil de l'Europe (APCE), Tiny Kox, d'accord avec sa déclaration. Le président du Comité des ministres du Conseil de l'Europe, Luigi Di Maio, « condamne fermement la décision des autorités russes concernant la reconnaissance des soi-disant «républiques populaires» de Donetsk et de Louhansk ». Lors d'une réunion extraordinaire le premier jour de l'invasion russe de l'Ukraine en 2022, le Comité des ministres : « condamne la reconnaissance par la Fédération de Russie des oblasts ukrainiens de Donetsk et Louhansk en tant qu'entités indépendantes ». Le lendemain, le Comité des ministres et l'APCE ont décidé de suspendre la Russie du Conseil de l'Europe. Le 15 mars, l'APCE a estimé à l'unanimité que la Russie ne pouvait plus être membre du Conseil de l'Europe, citant, entre autres, « le rôle de la Fédération de Russie dans l'est de l'Ukraine, qui a culminé avec la reconnaissance illégale des républiques autoproclamées de Donetsk et de Lougansk en tant qu'«États indépendants» »,. La Russie notifia son intention de renoncer à son adhésion le même jour. Le retrait de la Russie a été mis en vigueur immédiatement le lendemain lors d'une réunion extraordinaire du Comité des ministres,. |
| Union européenne    | Les hauts responsables de l'Union européenne ont condamné la reconnaissance de Louhansk et de Donetsk par la Russie, la qualifiant de « violation flagrante du droit international ». Dans une déclaration commune, le président du Conseil européen, Charles Michel, et la présidente de la Commission européenne, Ursula von der Leyen, ont condamné « dans les termes les plus forts possibles la décision du président russe de procéder à la reconnaissance des zones non contrôlées par le gouvernement des oblasts de Donetsk et Lougansk en Ukraine ». en tant qu'entités indépendantes. Le lendemain, l'UE a sanctionné 351 membres de la Douma d'État pour avoir soutenu l'indépendance des deux régions,. |
| OTAN                | Le secrétaire général de l'OTAN, Jens Stoltenberg, a condamné la décision de la Russie d'étendre la reconnaissance aux républiques autoproclamées de Donetsk et de Louhansk, déclarant : « Cette décision met un peu plus en péril la souveraineté et l'intégrité territoriale de l'Ukraine, sape les efforts déployés pour tenter de régler le conflit, et viole les accords de Minsk, auxquels la Russie est partie ». Stoltenberg a déclaré spécifiquement que « Donetsk et Louhansk font partie de l'Ukraine » et a rappelé la décision correspondante du Conseil de sécurité de l'ONU en 2015. Stoltenberg accuse la Russie de « cherche à créer un prétexte pour envahir l'Ukraine une nouvelle fois ». L'alliance a soutenu la souveraineté et l'intégrité territoriale de l'Ukraine à l'intérieur de ses frontières internationalement reconnues, ses alliés exhortant la Russie « à choisir la voie de la diplomatie, à inverser immédiatement le processus de renforcement massif de son dispositif militaire en Ukraine et alentour, et à retirer ses forces de l'Ukraine, conformément à ses obligations et engagements internationaux ». |
| ONU                 | Le Secrétaire général des Nations unies, António Guterres, a condamné la décision de la Russie de reconnaître « l'indépendance » de deux régions dissidentes de l'Ukraine, la qualifiant de violation de l'intégrité territoriale et souveraine de l'Ukraine et de « coup mortel » aux accords de Minsk. Guterres a également critiqué la décision de la Russie d'envoyer des « forces de maintien de la paix » dans la région en disant : « Lorsque les troupes d'un pays entrent sur le territoire d'un autre pays sans son consentement, ce ne sont pas des soldats de la paix impartiaux. Ce ne sont pas du tout des soldats de la paix. » |